# Delta Mensae
Delta Mensae (6 Mensae) é uma estrela dupla na direção da constelação de Mensa. Possui uma ascensão reta de 04h 17m 59.18s e uma declinação de −80° 12′ 51.1″. Sua magnitude aparente é igual a 5.67. Considerando sua distância de 408 anos-luz em relação à Terra, sua magnitude absoluta é igual a 0.19. Pertence à classe espectral K2/K3III+...